# Ripley’s Believe It or Not!

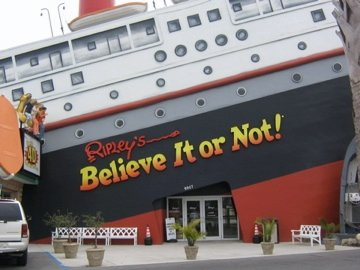
Stylizowane Odditotium w Panama City Beach

'Ripley’s Believe It or Not! – seria książek, komiksów, filmów i audycji radiowych, a także sieć muzeów poświęcona wszystkim nietypowym, dziwnym i szokującym rzeczom z całego świata. Została stworzona przez Roberta Ripleya w grudniu 1918 wraz z pierwszym komiksem zaprezentowanym w gazecie New Yorks Globe. Początkowo był to zbiór niecodziennych faktów o tematyce wyłącznie sportowej, później rozrósł się także na inne dziedziny życia.

## Książki
- 2013: Ripley’s Believe It or Not! Download the Weird!
- 2012: Ripley’s Believe It or Not! Strikingly True!
- 2011: Ripley’s Believe It or Not! Enter If You Dare!
- 2010: Ripley’s Believe It or Not! Seeing is Believing!
- 2009: Ripley’s Believe It or Not! Prepare To Be Shocked!
- 2008: Ripley’s Believe It or Not! The Remarkable Revealed!
- 2007: Ripley’s Believe It or Not! Expect the Unexpected!
- 2006: Ripley’s Believe It or Not! Planet Eccentric!
- 2005: Ripley’s Believe It or Not!

## Muzea

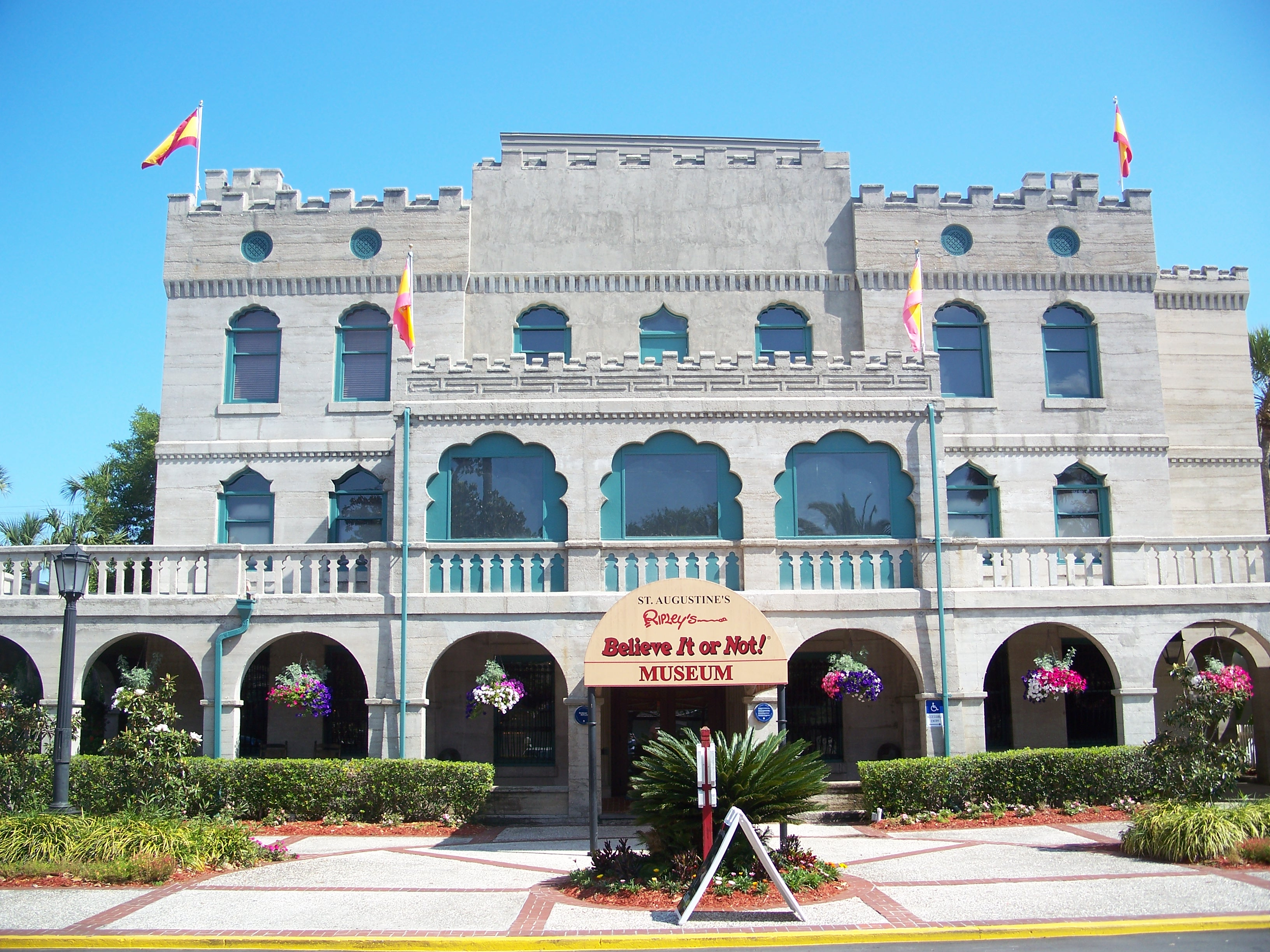
Pierwsze stałe Odditorium Ripleya

Robert Ripley po raz pierwszy publicznie zaprezentował swoje zbiory na wystawie światowej Chicago World’s Fair w 1933 pod nazwą Ripley’s Odditorium. Wystawa Ripleya została odwiedzona przez ponad 2 miliony gości. Od tego czasu jego kolekcja pokazywana była na wielu wystawach, a rok po jego śmierci – w 1950 roku otwarto pierwsze stałe Odditorium w St. Augustine na Florydzie.

### USA
- Key West (Floryda)
- Orlando (Floryda)
- Panama City Beach (Floryda)
- St. Augustine (Floryda) – najstarsze Odditorium
- Buena Park (Kalifornia)
- Hollywood (Kalifornia)
- San Francisco (Kalifornia)
- Myrtle Beach (Karolina Południowa)
- Nowy Orlean (Luizjana)
- Ocean City (Maryland)
- Branson (Missouri) (Missouri)
- Atlantic City (New Jersey)
- Nowy Jork (Nowy Jork)
- Newport (Oregon)
- Grand Prairie (Teksas)
- San Antonio (Teksas)
- Gatlinburg (Tennessee)
- Williamsburg (Wirginia)
- Wisconsin Dells (Wisconsin)

### Inne kraje
- Gold Coast (Australia) – jedyna siedziba na kontynencie australijskim
- Kopenhaga (Dania)
- Bangalur (Indie)
- Cavendish (Kanada)
- Niagara Falls (Kanada)
- Kuwejt (Kuwejt)
- Genting Highlands (Malezja)
- Guadalajara (Meksyk)
- Meksyk (Meksyk)
- Pattaya (Tajlandia)
- Blackpool (Wielka Brytania) – pierwsze brytyjskie muzeum Ripleya
- Londyn (Wielka Brytania)

#### Zamknięte
- Mandaluyong (Filipiny)
- Wzgórze Wiktorii (Hongkong)
- Dżakarta (Indonezja)
- Great Yarmouth (Wielka Brytania)